# ハンブルク競馬場

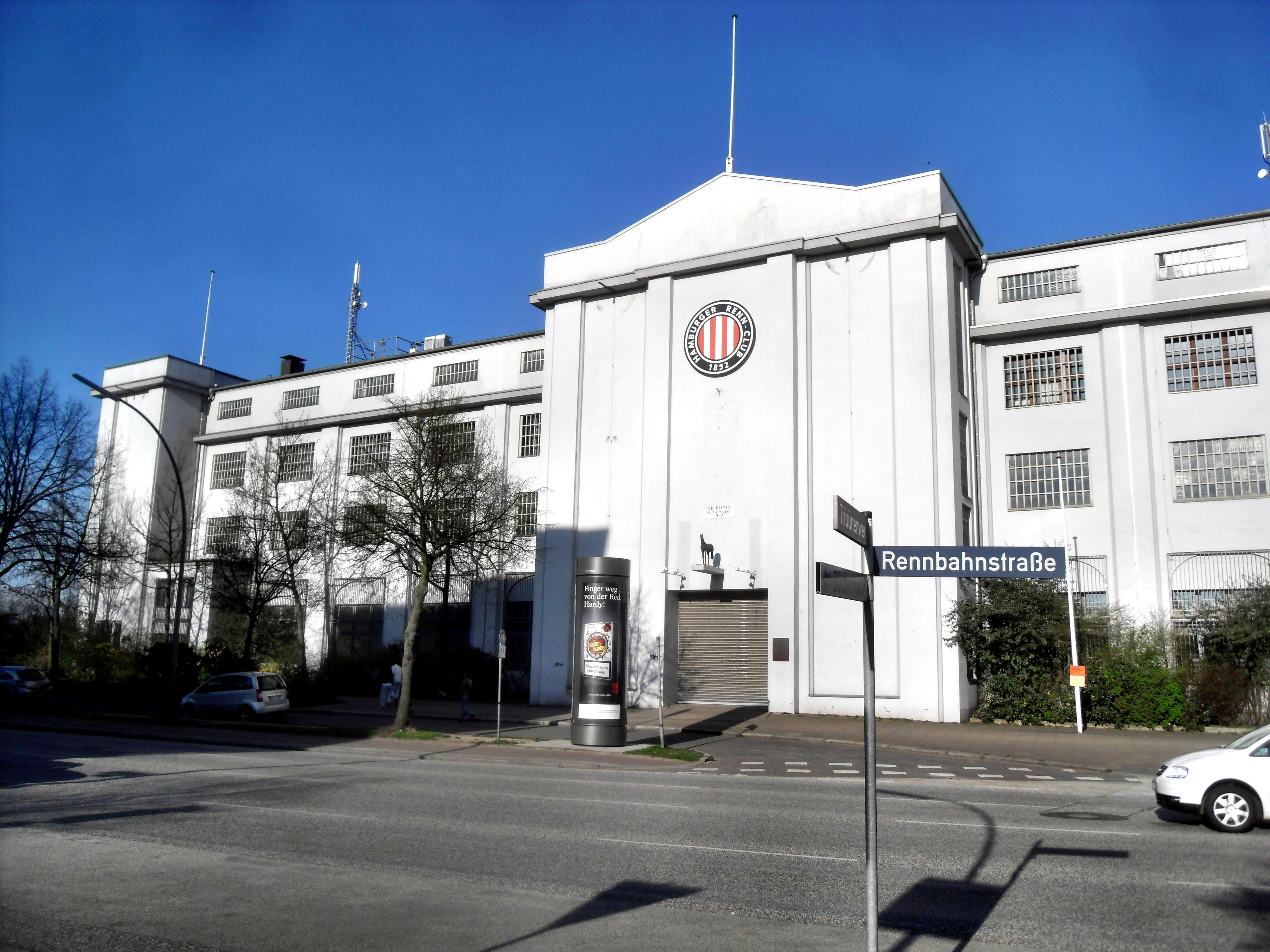
旧スタンド入り口

ハンブルク競馬場（はんぶるくけいばじょう）は、ドイツ自由ハンザ都市ハンブルクにある、平地競走と障害競走を開催する競馬場。立地から「ホルン競馬場」とも呼ばれる。

## 概要
1852年に創設。
1855年に最初の競走が開催され、翌年にはスタンドが建設された。　
阪神競馬場と提携しており、交換競走として阪神カップという競走を開催している。

## コース
平地競走は全て芝コース、右回り。メインとなる周回コースは1周2,000メートル。最後の直線は500メートル。
障害コースはほぼ平坦である。

## 主な競走
- ドイチェスダービー (G1)
- ハンザ賞 (G2)